# Gunn Peaks
Die Gunn Peaks sind eine isolierte Gruppe von Bergen im südlichen Palmerlands auf der Antarktischen Halbinsel. Sie ragen 15 km östlich des Mount Vang auf.
Der United States Geological Survey kartierte sie anhand eigener Vermessungen und Luftaufnahmen der United States Navy aus den Jahren von 1961 bis 1967. Das Advisory Committee on Antarctic Names benannte sie 1968 nach dem Glaziologen Robert C. Gunn, der im antarktischen Sommer zwischen 1965 und 1966 auf der Byrd-Station tätig war.